# كأس الخليج العربي 18

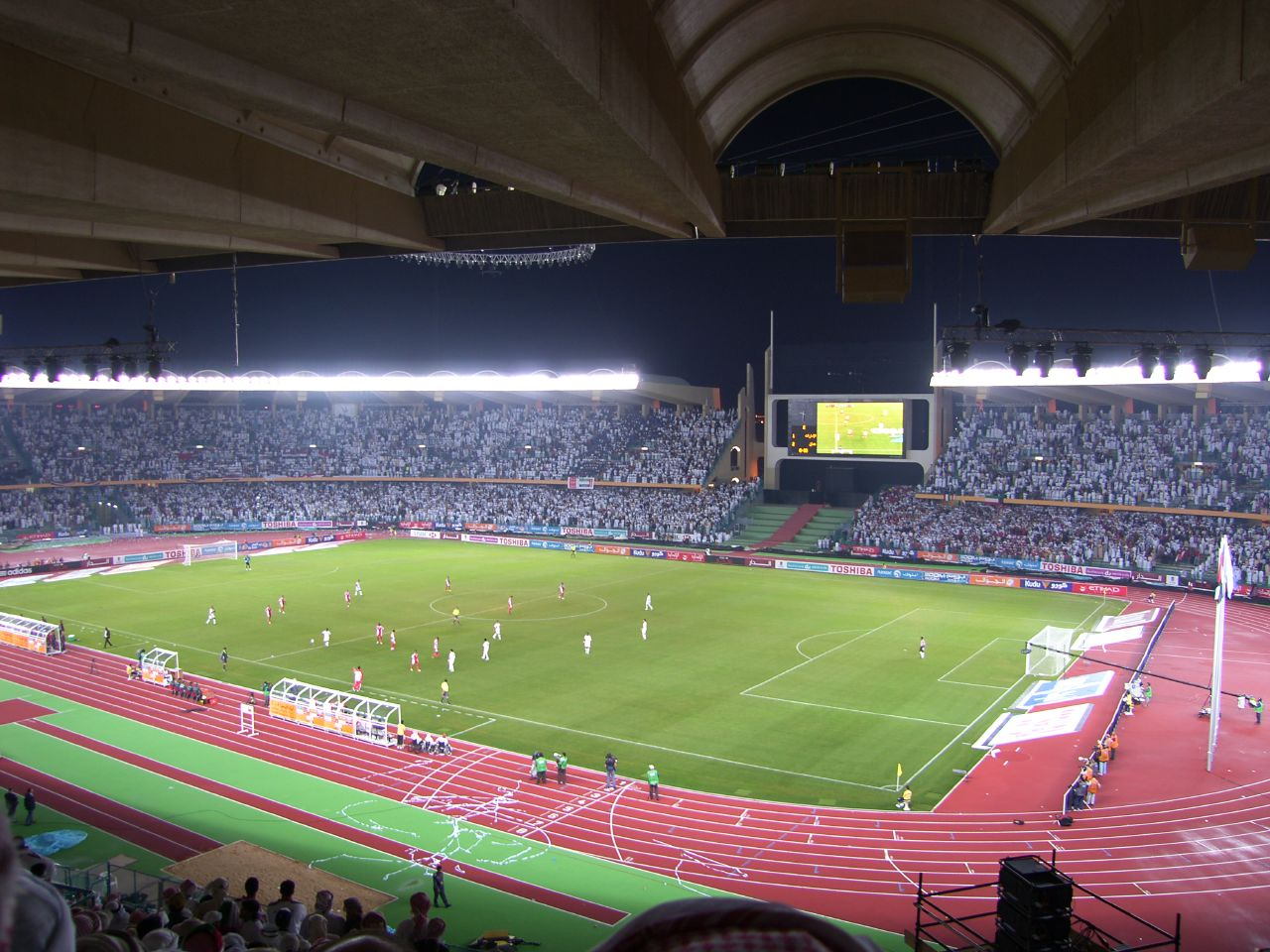
لقطة من مباراة النهائية بين الإمارات وعمان على ملعب استاد مدينة زايد الرياضية

بطولة كأس الخليج 2007 أو خليجي 18 أقيمت في دولة الإمارات العربية المتحدة في الفترة من 17 يناير 2007 إلى 30 يناير 2007 وفاز لأول مرة بالبطولة منتخب الإمارات لكرة القدم.
أقيمت جميع المباريات على ملعب استاد مدينة زايد الرياضية في أبوظبي، كما أقيمت البطولة حسب نظام المجموعتين بتأهل أول فريقين في كل مجموعة إلى دور القبل نهائي، وقد تم إلغاء مباراة تحديد المركز الثالث والرابع. نال لقب هداف البطولة وأفضل لاعب في البطولة إسماعيل مطر برصيد خمسة أهداف وأفضل حارس في البطولة علي الحبسي.

## الفرق المشاركة
- الإمارات العربية المتحدة (الدولة المستضيفة)
- قطر(حامل اللقب)
- السعودية
- الكويت
- العراق
- البحرين
- عمان
- اليمن

## الحملة الترويجية
انطلقت الحملة الترويجية لكأس الخليج 18 في نوفمبر 2006، وكانت في جميع دول الخليج العربي، وانطلق الموقع الرسمي للبطولة في تاريخ 17 سبتمبر 2006، وكانت اللجنة المنظمة لكأس الخليج قد وقعت عقدا مع شركة فيولا لتولي مهمة القيام بالحملة الترويجية، وسيكون هناك متطوعون لخدمة الحدث، حيث وصل عدد المتطوعون حتى الآن إلى 300 شاب، ووردت الأخبار أن هناك 40 فتاة تريد التطوع في هذا الحدث.

## مطالبة بتغيير الاسم
طالب الشيخ طلال الفهد الصباح بتغيير مسمى دورة كأس الخليج إلى أولمبياد الخليج، وستلعب مع كأس الخليج 2007 ثلاثة ألعاب أخرى هي كرة السلة وكرة اليد وكرة الطائرة، وقال طلال الفهد : إن قائم الألعاب المصاحب لدورة الخليج القادمة تعد نواة لأولمبياد الخليج الذي طالبت فيه الكويت منذ فترة طويلة، يذكر أن الألعاب المصاحبة بدأ في دمجها مع كأس الخليج منذ دورة كأس الخليج الماضية في دولة قطر.

## اللجنة المنظمة
- حمدان بن مبارك آل نهيان (رئيس اللجنة)
- عبد الرحمن بن محمد العويس (نائب رئيس اللجنة)
- يوسف يعقوب السركال (عضو اللجنة المنظمة العليا)
- محمد خلفان الرميثي (مدير البطولة)
- إبراهيم عبد الملك محمد (رئيس لجنة الألعاب الجماعية)
- عبد المحسن فهد الدوسري (رئيس لجنة الخدمات)
- محمد عبد الوهاب بن دخان (عضو اللجنة المنظمة العليا)
- يوسف حسين السهلاوي (رئيس اللجنة الفنية)
- حمد بن محمد بن بروك (عضو اللجنة المنظمة العليا)
- يونس حاجي خوري (رئيس اللجنة المالية)
- علي عبد الله الشحي (رئيس اللجنة الأمنية)
- محمد إبراهيم المحمود (رئيس اللجنة الإعلامية)

## القرعة
أقيمت القرعة في يوم الإثنين الموافق 18 سبتمبر 2006، وقد حضر القرعة العديد من النجوم مثل : مبارك مصطفى هداف كأس الخليج 1992، وحسين سعيد هداف بطولة كأس الخليج 1979، وإبراهيم زويد هداف كأس الخليج 1982، وفؤاد أنور هداف كأس الخليج 1994، وجاسم الهويدي هداف كأس الخليج 1998، وهاني الضابط هداف كأس الخليج 2002، ومهدي الأحمدي من اليمن، وحضر كذلك النجم الإيطالي ولاعب نادي ريال مدريد فابيو كانافارو.
و قد قسم الفرق إلى مجموعتين، وضمت المجموعة الأولى منتخب الإمارات لكرة القدم ومنتخب عمان لكرة القدم ومنتخب الكويت لكرة القدم ومنتخب اليمن لكرة القدم، وضمت المجموعة الثانية منتخب السعودية لكرة القدم ومنتخب قطر لكرة القدم ومنتخب البحرين لكرة القدم ومنتخب العراق لكرة القدم.

## أسماء الحكام

### حكام الساحة
- علي حمد (الإمارات)
- سعد كميل (الكويت)
- عبد الرحمن محمد (قطر)
- عبد الله محمد هلال (عمان)
- خليل جلال (السعودية)
- مختار صلاح (اليمن)
- جاسم محمود (البحرين)
- علاء عبد القادر (العراق)

و سينضم إليهم حكمين من أوروبا إضافة إلى الحكم الماليزي محمد صلاح ليصل عدد الحكام إلى 11 حكم.

### الحكام المساعدون
- عيسى درويش (الإمارات)
- فؤاد الربيعان (الكويت)
- صلاح علي (قطر)
- عبد الله بن سالم (عمان)
- محمد حامد الغامدي (السعودية)
- أكبر حسين (البحرين)
- أحمد قائد سيف (اليمن)
- محمد كاظم عرب (العراق)

و سيرأس لجنة الحكام الجزائري بلعيد لاكارن ومعه السوري فاروق بوظو ممثلا للإتحاد الأسيوي والمصري جمال الغندور ممثلا للإتحاد العربي، والإماراتي سالم سعيد مقررا.

## التلاعب بالنتائج
قبل مباراة العراق والسعودية في المجموعة الثانية. طلب عضو الاتحاد السعودي عبد الله الدبل من رئيس الاتحاد العراقي حسين سعيد اللعب من أجل التعادل الذي يأهل كلا الفريقين لنصف النهائي. قرر حسين سعيد اللعب من أجل التعادل وطلب ذلك شخصياً من المدرب أكرم سلمان. ولكن خسر العراق المباراة 1-0 وخرج من البطولة. وجرى تحقيق ادى لإيقاف ثلاثة لاعبين بسبب تصريحات ما بعد المباراة بشأن التلاعب بنتائج المباريات، واستبدال المدرب أكرم سلمان عشية كأس آسيا 2007.

## جدول المباريات

### المجموعة الأولى
| الإمارات    | 2:1 | عمان                   |
| ----------- | --- | ---------------------- |
| إسماعيل مطر |     | فوزي بشير عماد الحوسني |

| اليمن      | 1:1 | الكويت     |
| ---------- | --- | ---------- |
| علي العمقي |     | بدر المطوع |

| عمان                   | 1:2 | الكويت      |
| ---------------------- | --- | ----------- |
| عماد الحوسني هاشم صالح |     | فهد الرشيدي |

| الإمارات           | 1:2 | اليمن       |
| ------------------ | --- | ----------- |
| محمد عمر بشير سعيد |     | علاء الصاصي |

| اليمن     | 2:1 | عمان                       |
| --------- | --- | -------------------------- |
| محمد صالح |     | سلطان الطوقي أحمد البوصافي |

| الإمارات                          | 2:3 | الكويت               |
| --------------------------------- | --- | -------------------- |
| إسماعيل مطر فيصل خليل إسماعيل مطر |     | بدر المطوع فهد الفهد |

### المجموعة الثانية
| السعودية                                | 1:2 | البحرين               |
| --------------------------------------- | --- | --------------------- |
| ياسر القحطاني (ضربة جزاء) ياسر القحطاني |     | طلال يوسف (ضربة جزاء) |

| قطر | 1:0 | العراق        |
| --- | --- | ------------- |
|     |     | هوار ملا محمد |

| البحرين           | 1:1 | العراق        |
| ----------------- | --- | ------------- |
| عبد الله المرزوقي |     | هوار ملا محمد |

| قطر      | 1:1 | السعودية  |
| -------- | --- | --------- |
| علي ناصر |     | مالك معاذ |

| السعودية      | 0:1 | العراق |
| ------------- | --- | ------ |
| ياسر القحطاني |     |        |

| قطر           | 2:1 | البحرين   |
| ------------- | --- | --------- |
| خلفان إبراهيم |     | علاء حبيل |

### الدور قبل النهائي
| عمان        | 0:1 | البحرين |
| ----------- | --- | ------- |
| بدر الميمني |     |         |

| الإمارات    | 0:1 | السعودية |
| ----------- | --- | -------- |
| إسماعيل مطر |     |          |

### النهائي
| عمان | 1:0 | الإمارات    |
| ---- | --- | ----------- |
|      |     | إسماعيل مطر |

| كأس الخليج 2007      |
| -------------------- |
| الإمارات اللقب الأول |

## هدافو البطولة
خمسة أهداف
- إسماعيل مطر

ثلاثة أهداف
- ياسر القحطاني

هدفين
- عماد الحوسني
- بدر المطوع
- هوار ملا محمد
- علاء حبيل

هدف واحد
- فوزي بشير
- هاشم صالح
- علي العمقي
- فهد الرشيدي
- محمد عمر
- بشير سعيد
- علاء الصاصي
- محمد صالح
- سلطان الطوقي
- أحمد البوصافي
- فيصل خليل
- فهد الفهد
- طلال يوسف
- عبد الله المرزوقي
- علي ناصر
- مالك معاذ
- خلفان إبراهيم
- بدر الميمني

## المصدر
- الموقع الرسمي لكأس الخليج نسخة محفوظة 5 فبراير 2006 على موقع واي باك مشين.
- الموقع الرسمي لخليجي 18 نسخة محفوظة 8 يناير 2007 على موقع واي باك مشين.